# Хуго Альвен
Хуго Еміль Альвен (швед. Hugo Emil Alfvén; 1 травня 1872, Стокгольм — 8 травня 1960, Фалун) — шведський композитор, диригент, скрипаль і художник.

## Біографія
Народився в 1872 році в Стокгольмі. З 1887 по 1891 рік навчався в Королівській вищій музичній школі в Стокгольмі за фахом скрипка. Близько 10 років, починаючи з 1897 року, проводить в поїздках Європою, більш поглиблено вивчаючи майстерність гри на скрипці і диригування. Заробляв на життя граючи на скрипці в «Королівській опері» в Стокгольмі. Гастролював як диригент. Альвен отримував державну грошову допомогу для композиторів з 1906 по 1910. З 1910 по 1939 рік також був «музичним директором» (director musices) Королівського академічного оркестру Уппсальского університету.
На додаток до музичного дару мав талант художника, малював аквареллю. Написав 4-томну автобіографію.
Помер в 1960 році через кілька днів після того, як йому виповнилося 88 років.

## Особисте життя
З 1902 року жив разом, а в с 1912 по 1936 рік був одружений з відомою датською художницею Марією Тріпке (1867—1940).

## Твори
Написав безліч творів для чоловічого хору, п'ять симфоній і три «Шведських рапсодії» для оркестру.
З симфоній особливо примітна Симфонія № 4 — симфонічне полотно (з двома солістами-вокалістами) в чотирьох частинах, що слідують одна за одною без перерви.
Найбільш популярна з рапсодій — Шведська рапсодія № 1.